# Jiucheng, Guanxi
Jiucheng (kinesiska: 旧城镇, 旧城) är en köping i Kina. Den ligger i den autonoma regionen Guangxi, i den södra delen av landet, omkring 110 kilometer nordväst om regionhuvudstaden Nanning. Antalet invånare är 33988. Befolkningen består av 16 158 kvinnor och 17 830 män. Barn under 15 år utgör 18,0 %, vuxna 15-64 år 69 %, och äldre över 65 år 11,0 %.
Genomsnittlig årsnederbörd är 1 708 millimeter. Den regnigaste månaden är juni, med i genomsnitt 335 mm nederbörd, och den torraste är februari, med 31 mm nederbörd.